# Distretto di Kabin Buri
Il distretto di Kabin Buri (in thailandese: กบินทร์บุรี) è un distretto (amphoe) della Thailandia, situato nella provincia di Prachinburi.